# Invisible Touch
Invisible Touch —en español: Toque invisible— es el decimotercer álbum en estudio del grupo británico Genesis, publicado en 1986 con aproximadamente 15 millones de copias vendidas a nivel mundial. Es el álbum pop más exitoso de toda su carrera, y en general tuvo comentarios favorables por parte de la crítica. Este disco produjo más éxitos que cualquier trabajo anterior de la banda con 5 sencillos en Estados Unidos, incluyendo la canción «Invisible Touch», que llegó a la posición más alta en los rankings. Además, al año siguiente de su publicación, ocurre uno de los mayores acontecimientos de la historia de la música cuando Genesis logró convertirse en la primera agrupación en vender totalmente las entradas para cuatro conciertos consecutivos en el estadio Wembley.

## Sinopsis
El álbum está estructurado de tal manera que satisfizo tanto a los seguidores más nuevos del grupo como a los veteranos, con éxitos radiales como «Land of Confusion» o «Invisible Touch» para los fanáticos del pop, y canciones más largas como «Tonight, Tonight, Tonight» o «Domino» con un estilo más progresivo, dirigidas al público de los años setenta. La pieza instrumental «The Brazilian» mostraba que la banda no había perdido su voluntad de experimentar.
En algunas letras de este álbum se encuentran raros intentos del grupo haciendo comentarios sociales o políticos, con «Domino» evocando la pesadilla de una guerra nuclear, o «Land of Confusion» comentando sarcásticamente la agitada época de Ronald Reagan/Margaret Thatcher/Mijaíl Gorbachov. El videoclip de esta última canción, realizado por el equipo del popular programa de televisión Spitting Image, fue nominado para el «Premio al mejor video del año» por la MTV, pero irónicamente perdió el premio ante el excantante del grupo, Peter Gabriel, por su video como solista «Sledgehammer».
«Tonight, Tonight, Tonight», otro de los éxitos del álbum trata sobre un tema más personal como es la adicción a las drogas, mientras que «Anything She Does» hace comentarios humorísticos acerca de la pornografía.
Con este LP el grupo consigue a mediados de los años ochenta, sus más altas cotas de comercialidad y repercusión mediáticas a nivel internacional de toda su carrera (a costa de haber producido el disco más Pop del grupo, con diferencia, de toda su discografía). Tony Banks lo resume perfectamente en su declaración: «Invisible Touch quizás no sea el trabajo del que me sienta más satisfecho, pero es el disco con el que la gente recordará a Genesis en el futuro».
Con Genesis en su mejor momento comercial, «Invisible Touch» fue un éxito instantáneo en el Reino Unido, alcanzando el puesto n.º 1 en los rankings mientras que en Estados Unidos alcanzó el puesto n.º 3 y donde fue séxtuple disco de platino. Al álbum le siguió una muy exitosa gira mundial entre 1986 y 1987, la cual fue reflejada en el video Invisible Touch Tour, de 1988.
Tres canciones de las sesiones de grabación del álbum no formaron parte del mismo, pero subsecuentemente fueron publicadas en los Lados-B de diferentes sencillos. Estas incluyen:
- Feeding the Fire: Lado-B del sencillo «Land of Confusion»
- I'd Rather Be You: Lado-B del sencillo «Throwing It All Away»
- Do the Neurotic: Lado-B del sencillo «In Too Deep»

Tanto «Feeding the Fire» como «Do the Neurotic» fueron escritas por Tony Banks, mientras que «I'd Rather Be You» fue compuesta por Phil Collins. En diferentes entrevistas para promocionar Invisible Touch, tanto Banks como Collins dijeron que había suficiente espacio en el álbum para incluir estas canciones, pero solo debían seleccionar cuales creían que eran las mejores para el sonido general de álbum. Posteriormente estas canciones serían publicadas en el álbum compilatorio Genesis Archive 2: 1976-1992.
Durante el proceso de composición, la canción «Invisible Touch», creada a través de la improvisación en el estudio, se convirtió en una pieza individual. Originalmente fue creada por Banks como parte de la suite «Domino». Collins comenzó a cantar junto a los teclados que Tony había compuesto y entonces «Invisible Touch» se convirtió en una canción separada.
Una nueva edición del álbum en SACD, junto con un DVD (incluyendo sonido envolvente 5.1) fue lanzado en octubre de 2007.

## Lista de canciones
| Pista | Título Inglés                                         | Título Español                                             | Letras por   | Duración |
| ----- | ----------------------------------------------------- | ---------------------------------------------------------- | ------------ | -------- |
| 1.    | Invisible Touch                                       | Toque invisible                                            | Collins      | 3:30     |
| 2.    | Tonight, Tonight, Tonight                             | Esta noche, esta noche, esta noche                         | Collins      | 8:51     |
| 3.    | Land of Confusion                                     | Tierra de confusión                                        | Rutherford   | 4:47     |
| 4.    | In Too Deep                                           | Muy en lo profundo                                         | Collins      | 5:03     |
| 5.    | Anything She Does                                     | Cualquier cosa que ella haga                               | Banks        | 4:10     |
| 6.    | Domino 1) In the glow of the night 2) The last domino | Dominó 1) En el resplandor de la noche 2) El último dominó | Banks        | 10:44    |
| 7.    | Throwing It All Away                                  | Tirando todo a lo lejos                                    | Rutherford   | 3:52     |
| 8.    | The Brazilian                                         | El brasileño                                               | instrumental | 4:49     |

- En las ediciones originales de LP y casete, el primer lado correspondía a las canciones 1-4, mientras que el segundo correspondía a las canciones 5-8.
- Todas las canciones compuestas por Tony Banks/Phil Collins/Mike Rutherford.

## Songfacts
- El título en estudio de la canción «Tonight, Tonight, Tonight» era «Monkey Zulu» (es decir ‘mono zulú’).
- La única canción del álbum que no fue interpretada en vivo fue «Anything She Does» porque el grupo no sabía como finalizarla en los conciertos. El video promocional para esta canción fue grabado con el comediante británico Benny Hill.
- Este álbum es el tercero y último de Genesis con el productor e ingeniero de sonido Hugh Padgham. Paradójicamente es el álbum de estudio que posee el mejor sonido, de todos los que el grupo produjo.
- En la película American Psycho, el psicópata protagonista Patrick Bateman afirma que Invisible Touch es «una obra maestra».
- A finales de los años ochenta, la BBC usó fragmentos de la canción «Domino» para su programa deportivo Grandstand como tema de fondo mientras el presentador Desmond Lynam daba un previo a lo que seguía en el programa de ese día.
- «The Brazilian» fue usada en la serie de televisión Magnum P.I. en el capítulo «Unfinished Business». «Tonight, Tonight, Tonight» fue usada en la temporada 7 en el capítulo «Laura».
- «Land of Confusion» fue usada en «Freefall», el episodio final de la serie policíaca de los años ochenta Miami Vice (donde Phil Collins aparecía como invitado), durante una escena en donde Crokett y Tubbs están en medio de una operación de vigilancia. La canción implica la complejidad de la historia durante el final. El video promocional de la canción fue creado en colaboración con el programa de televisión británico Spitting Image, una serie que usa marionetas para satirizar la vida de famosos y figuras políticas, fue idea de Phil Collins tras ver un capítulo donde se le satirizaba a él.
- «In Too Deep» fue usada en la película de 1986 Mona Lisa, protagonizada por Bob Hoskins.
- «Invisible Touch» se escucha en el episodio "Bible Games" de The Angry Video Game Nerd, cuando el nerd habla de un videojuego ficticio de Sega Genesis llamado The Book of Genesis ("El libro del Génesis").

## Posiciones en los rankings
Álbum - revista Billboard (Estados Unidos).
| Año  | Ranking           | Posición |
| ---- | ----------------- | -------- |
| 1986 | The Billboard 200 | 3        |

Sencillos - revista Billboard (Estados Unidos).
| Año  | Sencillo                                                           | Ranking                | Posición |
| ---- | ------------------------------------------------------------------ | ---------------------- | -------- |
| 1986 | "Anything She Does"                                                | Mainstream Rock Tracks | 40       |
| 1986 | "Domino, Pt. 1 - In The Glow Of The Night/Pt. 2 - The Last Domino" | Mainstream Rock Tracks | 29       |
| 1986 | "In Too Deep"                                                      | Mainstream Rock Tracks | 25       |
| 1986 | "Invisible Touch"                                                  | Adult Contemporary     | 3        |
| 1986 | "Invisible Touch"                                                  | Mainstream Rock Tracks | 1        |
| 1986 | "Invisible Touch"                                                  | Billboard Hot 100      | 1        |
| 1986 | "Land Of Confusion"                                                | Mainstream Rock Tracks | 11       |
| 1986 | "Land Of Confusion"                                                | Billboard Hot 100      | 4        |
| 1986 | "Throwing It All Away"                                             | Adult Contemporary     | 1        |
| 1986 | "Throwing It All Away"                                             | Mainstream Rock Tracks | 1        |
| 1986 | "Throwing It All Away"                                             | Billboard Hot 100      | 4        |
| 1987 | "In Too Deep"                                                      | Adult Contemporary     | 1        |
| 1987 | "In Too Deep"                                                      | Billboard Hot 100      | 3        |
| 1987 | "Tonight, Tonight, Tonight"                                        | Adult Contemporary     | 8        |
| 1987 | "Tonight, Tonight, Tonight"                                        | Mainstream Rock Tracks | 9        |
| 1987 | "Tonight, Tonight, Tonight"                                        | Billboard Hot 100      | 3        |

## Formación
- Phil Collins: batería, percusión, voz.
- Tony Banks: teclados
- Mike Rutherford: bajo, guitarra.